# Asaccus
Asaccus é um género de répteis escamados da família Gekkonidae. As espécies deste género eram anteriormente referenciadas como fazendo parte do género Phyllodactylus.

## Espécies
- Asaccus caudivolvulus
- Asaccus elisae
- Asaccus gallagheri
- Asaccus griseonotus
- Asaccus kermanshahensis
- Asaccus montanus
- Asaccus platyrhynchus